# Megarhyssa vagatoria
Megarhyssa vagatoria là một loài tò vò trong họ Ichneumonidae.